# Château de la vicomté de Blois
Le château de la Vicomté, originellement commandité au Xe siècle par les vicomtes de Blois, de la famille des comtes de Blois, constituait leur château résidentiel.
Témoin de plusieurs époques, il se situe dans le quartier des Grouëts, dans l'ouest de la ville de Blois, dans le département de Loir-et-Cher, en région Centre-Val de Loire.

## Histoire

### Moyen Âge
La résidence originelle daterait de la fin du Xe siècle, à l'époque où les Thibaldiens ont rétabli le titre de vicomte de Blois. En effet, après les conquêtes entreprises par le comtes Thibaud Ier et Eudes Ier en Champagne, la troisième génération se partage les principaux fiefs : ainsi, la Champagne échoit à Eudes II et le comté de Blois à Thibaut II. Leur frère cadet, Robert est ainsi nommé vicomte pour seconder l'administration rurale du comté blésois.
Au moment des guerres de la Ligue, le château médiéval est démantelé sur ordre du roi Louis XI.
Au XVe siècle, la seconde création de la vicomté est mentionné en faveur de la famille de Lisle en Vendômois et de Vauperaux.

### Renaissance et Ancien régime
Sous Louis XII et François Ier, le château est la propriété de Jean Cottereau, alors premier secrétaire du roi,.

### Époque contemporaine
En 1883, le château était propriété de Ludovic Guignard, alors vice-président de la Société d'histoire naturelle du Loir-et-Cher.
En 1920, l'édifice devient un hôtel-restaurant sous les familles Rampin et Maton.
En juin 1939, il sert de refuge à des chercheurs de Paris, avant d'être occupé par l'Allemagne Nazie jusqu'en 1944.